# Jacob Jordaens
Jacob (Jacques) Jordaens (Antwerpen, 19 mei 1593 - aldaar, 18 oktober 1678) was een Vlaamse barokschilder bekend voor zijn grote historiestukken, maar ook genrestukken, landschappen en portretten. Tevens was hij ontwerper van wandtapijten. Na de dood van Rubens en Antoon van Dyck werd hij de belangrijkste Vlaamse barokschilder van zijn tijd. In tegenstelling tot die illustere tijdgenoten reisde hij nooit naar het buitenland om de Italiaanse schilderkunst te studeren en bleef hij, op enkele korte reizen naar locaties elders in de Lage Landen na, zijn hele leven in Antwerpen wonen. Hij bleef ook grotendeels onverschillig voor de intellectuele en hoofse aspiraties die Rubens en van Dyck motiveerden. Deze houding kwam in zijn kunst tot uiting door een gebrek aan idealistische behandeling die contrasteerde met die van deze tijdgenoten. Zijn voornaamste opdrachtgevers waren de gegoede burgerij en de plaatselijke kerken. Pas laat in zijn carrière kreeg hij koninklijke opdrachten, onder meer van koning Karel I van Engeland en de stadhouderklasse van de Republiek der Zeven Verenigde Nederlanden.

## Naam
De voornaam van de schilder is Jacques. In het doopregister is dit fonetisch genoteerd als Jac, spelling die hij ook gebruikte om zijn schilderijen te signeren. Wanneer hij een brief ondertekende, ook in het Nederlands, schreef de schilder gedurende zijn hele leven Jacques Jordaens. In de 19e eeuw is zijn signatuur vervolledigd tot Jacob, een vervlaamsing die het werk was van kunsthistorici als Max Rooses en die verder werd gepopulariseerd door Felix Timmermans in zijn roman over Adriaen Brouwer.

## Biografie
Jacob werd geboren in Antwerpen op 19 mei 1593 in een middenklassegezin met elf kinderen. Zijn ouders waren Jacob Jordaens Senior (koopman) en Barbara van Wolschaten. Het ouderlijk huis lag in de Hoogstraat nummer 13, een winkel voor linnengoed met de naam Het Paradijs. Er is weinig bekend over zijn jeugd. Wel wordt vermoed dat hij een gedegen opleiding heeft gekregen in overeenstemming met dat wat binnen zijn sociale klasse gangbaar was. Zo had hij een duidelijk handschrift, beheerste hij de Franse taal en had hij kennis van mythologie. Daarnaast had hij een grote kennis van de bijbel, wat terugkomt in de onderwerpen van zijn schilderijen. Jacob werd katholiek opgevoed, maar bekeerde zich later tot het calvinisme.

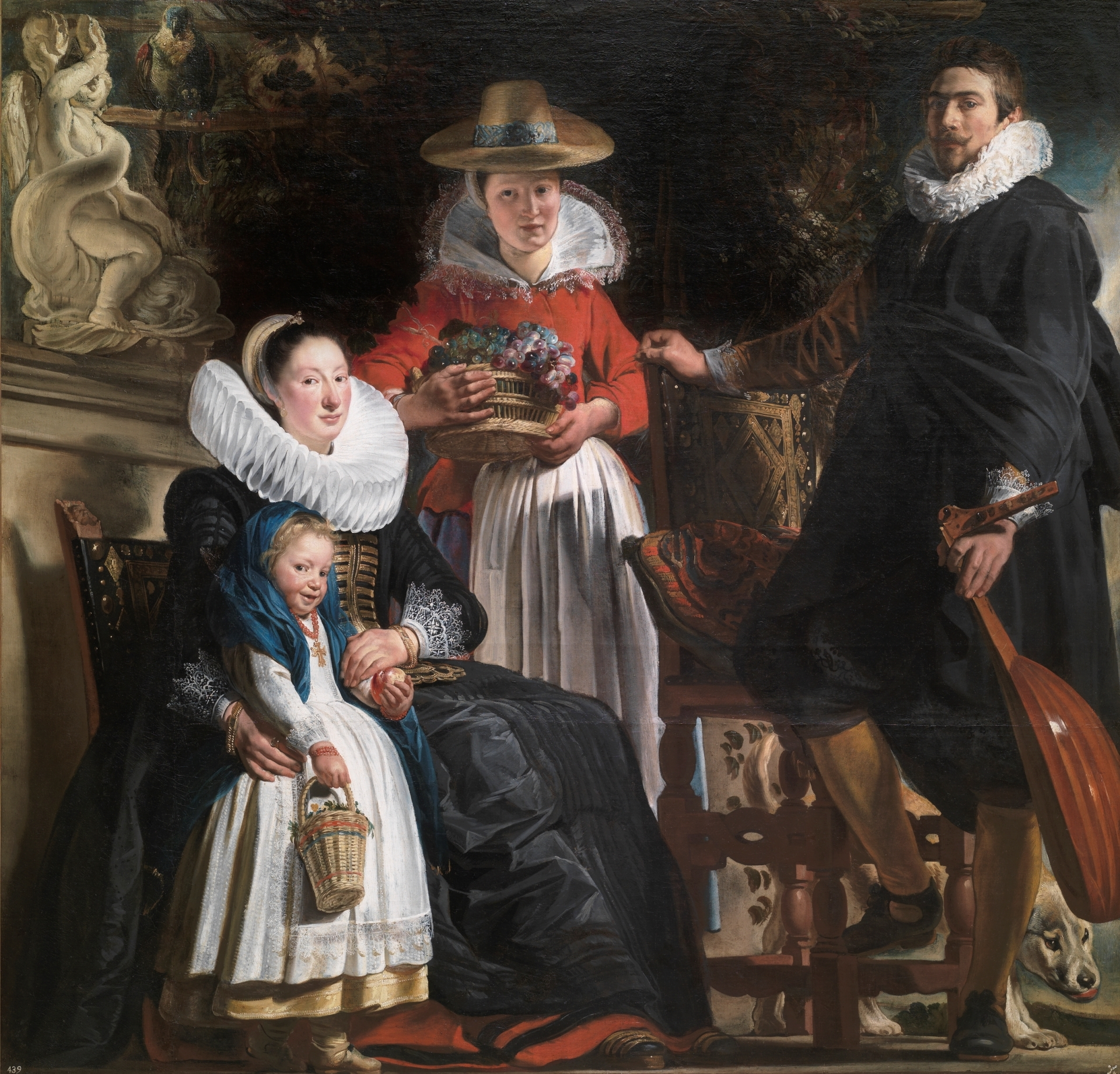
De familie van de kunstenaar, ca. 1621, Museo Nacional del Prado

Hij werd net als Peter Paul Rubens, Hendrick van Balen en Sebastiaen Vrancx, leerling van Adam van Noort. Hij was toen veertien jaar en het zou zijn enige meester blijven. Jacob woonde als leerling acht jaar in bij het gezin van Adam van Noort (in de Everdijstraat). Na deze periode werd hij vrijmeester en sloot hij zich als "waterschilder" aan bij het Sint-Lucasgilde (1615). De aquareltechniek werd in de zeventiende eeuw gebruikt voor het vervaardigen van ontwerpen (de zogenaamde kartons) van wandtapijten. Het jaar daarop (1616) trouwde hij met Adams oudste dochter, Anna Catharina van Noort. Het echtpaar kocht in 1618 een pand aan de Reyndersstraat nr. 4 met een uitgang naar de Hoogstraat (nabij het huis "De Grote Gulden Helm", nu nr. 45). Uit het huwelijk komen drie kinderen: Elizabeth, Jacob en Anna Catharina. Zijn zoon Jacob Jordaens II volgt zijn vader als kunstschilder op en vertrekt later naar Denemarken.

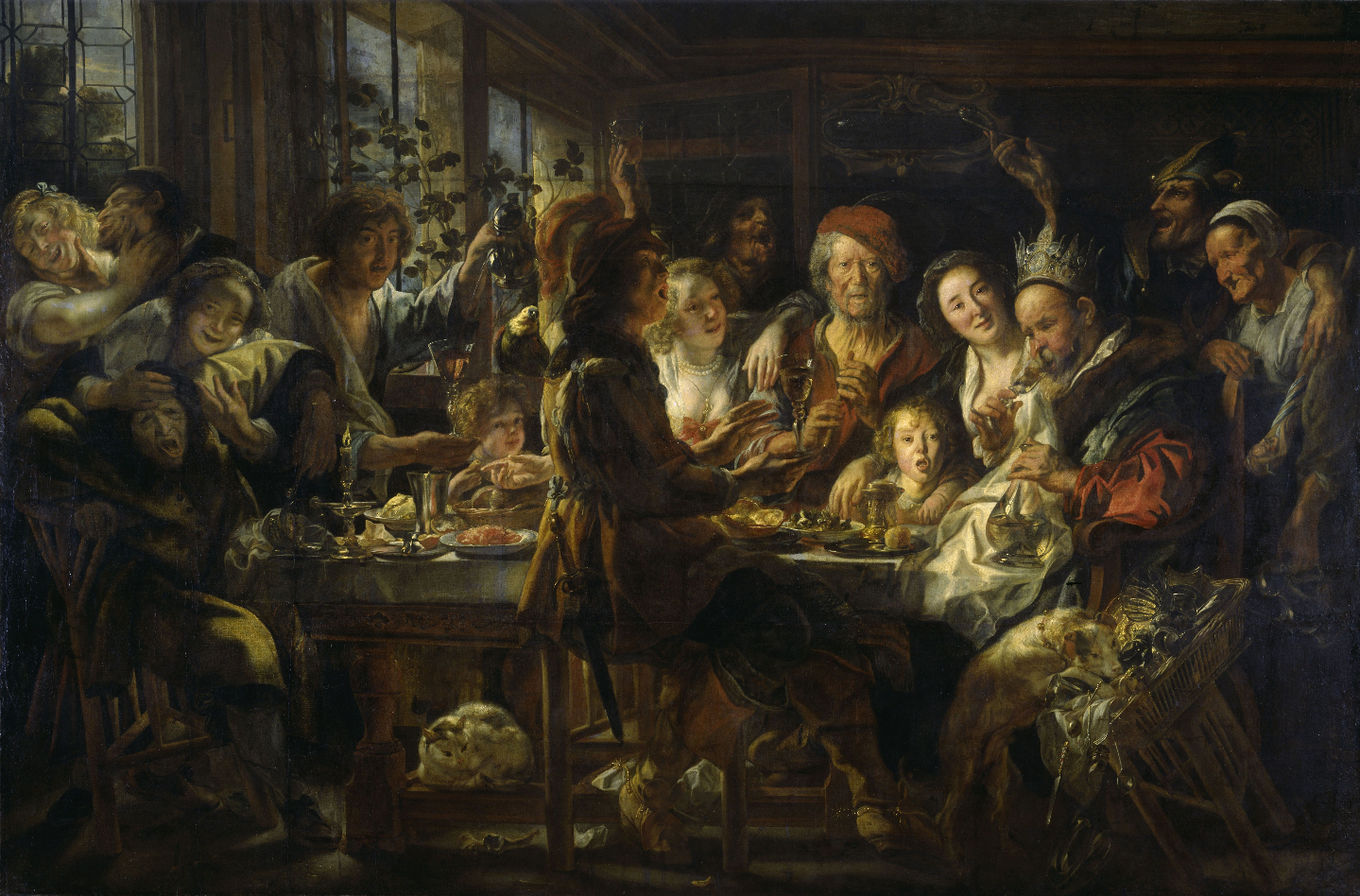
De koning drinkt, 1640s, Gemäldegalerie Alte Meister, Kassel

In tegenstelling tot Van Dyck en Rubens was Jordaens nooit hofschilder. Zijn opdrachtgevers waren daarom vooral lokale gegoede burgers en geestelijken. Na de dood van Peter Paul Rubens in 1640 en Antoon van Dyck in 1641 werd Jordaens gezien als de belangrijkste Antwerpse schilder. Hierdoor kreeg hij in de jaren 40 steeds meer (vorstelijke) opdrachten uit het buitenland. In de periode 1639 tot 1640 levert Jordaens, in opdracht van Karel I van Engeland, acht (van de in totaal 22 bestelde) schilderijen op over de mythe van Amor en Psyche voor het kabinet in Queen's House in Greenwich. Op 21 april 1648 krijgt Jordaens opdracht van koningin Christina van Zweden voor het vervaardigen van 35 plafondschilderingen in het kasteel van Uppsala (het staat niet vast of deze opdracht daadwerkelijk is uitgevoerd). In 1645 geeft Amalia van Solms de opdracht om schilderijen voor de Oranjezaal van Huis ten Bosch te maken. Zijn populariteit heeft echter ook een keerzijde. De hoge productie zorgt voor kwaliteitsverlies en een toename van atelierwerk. Als op 25 augustus 1648 zijn klant Martinus van Langenhoven Jordaens beschuldigt hem niet door hem vervaardigde werken te hebben geleverd, verklaart hij dat ook het atelierwerk door hem persoonlijk is afgewerkt.

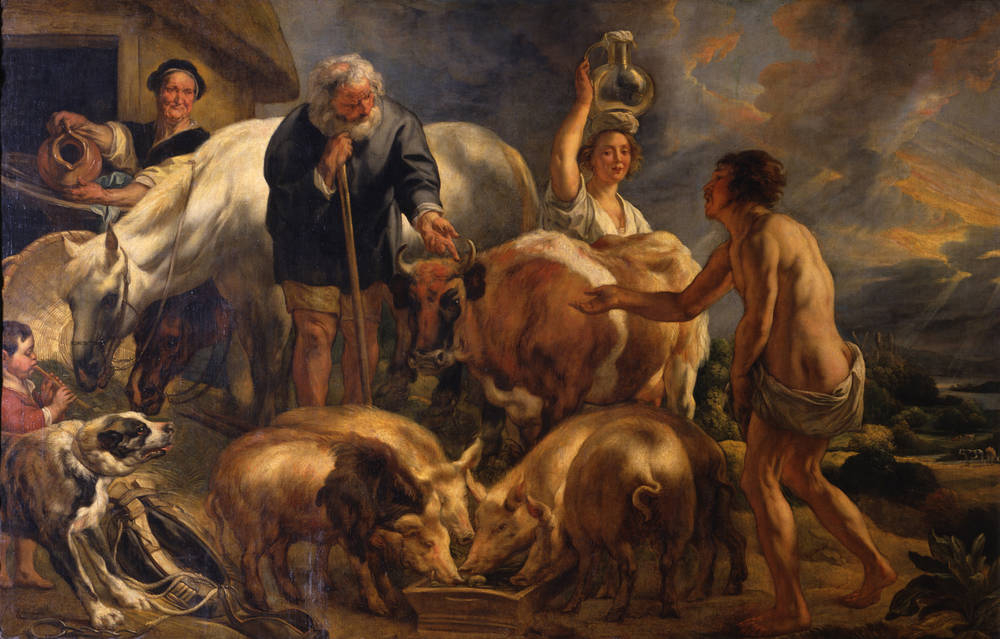
De verloren zoon, c. 1640, Gemäldegalerie Alte Meister, Dresden

Uitgezonderd een aantal reizen binnen de Noordelijke Nederlanden (waaronder Amsterdam) woonde en werkte Jordaens zijn hele leven in Antwerpen. In 1649 rezen verdenkingen dat Jordaens in het een geheim calvinist was en ergens tussen 1651 en 1659 werd hij vanwege ketterse ('scandaleuze') geschriften tot een geldboete veroordeeld. Gezien zijn status als schilder werd zijn geloofsovertuiging echter verder gedoogd, zolang hij zich niet uitsprak over geloofszaken. Hij was lid van de protestantse gemeente De Brabantse Olijfberg en stelde naar het einde van zijn leven toe zijn huis ter beschikking voor clandestiene diensten. Niettemin bleef hij ook van katholieken opdrachten krijgen.
Jordaens was een welvarend man en tot op hoge leeftijd productief. Na de dood van Govert Flinck in 1660 kregen Jordaens, Jan Lievens, Jurriaen Ovens, Jacob van Ruisdael en Rembrandt van de gebroeders Cornelis en Andries de Graeff de opdracht een aantal schilderijen te leveren voor de decoratie van het nieuwe stadhuis in Amsterdam.

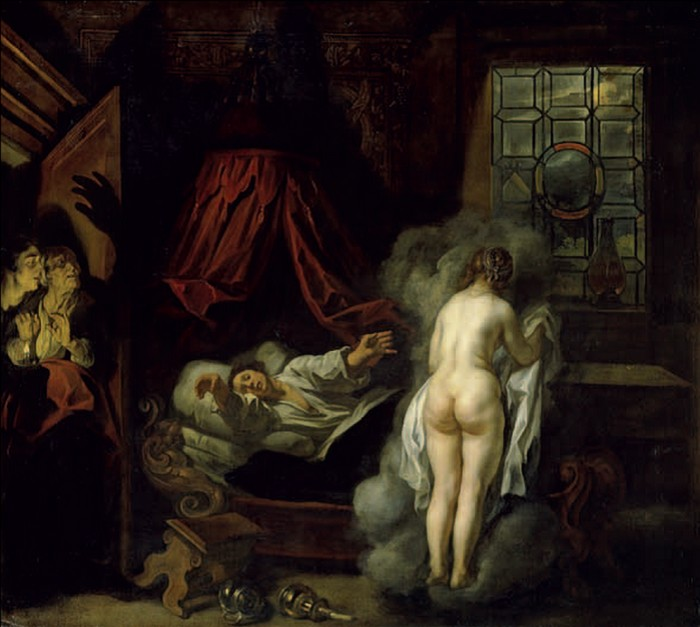
Nachtelijke verschijning, 1640-60, Staatliches Museum Schwerin

Hij stierf op 18 oktober 1678 op 85-jarige leeftijd aan de zweetziekte of polderkoorts (verzamelnaam voor ziektes als cholera, tuberculose en malaria). Zijn dochter, die hem verzorgde, stierf enige uren later. Beiden werden in het Noord-Brabantse Putte begraven. Meerdere protestanten lieten zich in die tijd aldaar begraven omdat het dorp, liggend in het gebied van de Republiek der Zeven Verenigde Nederlanden, een kleine protestantse kerk had.

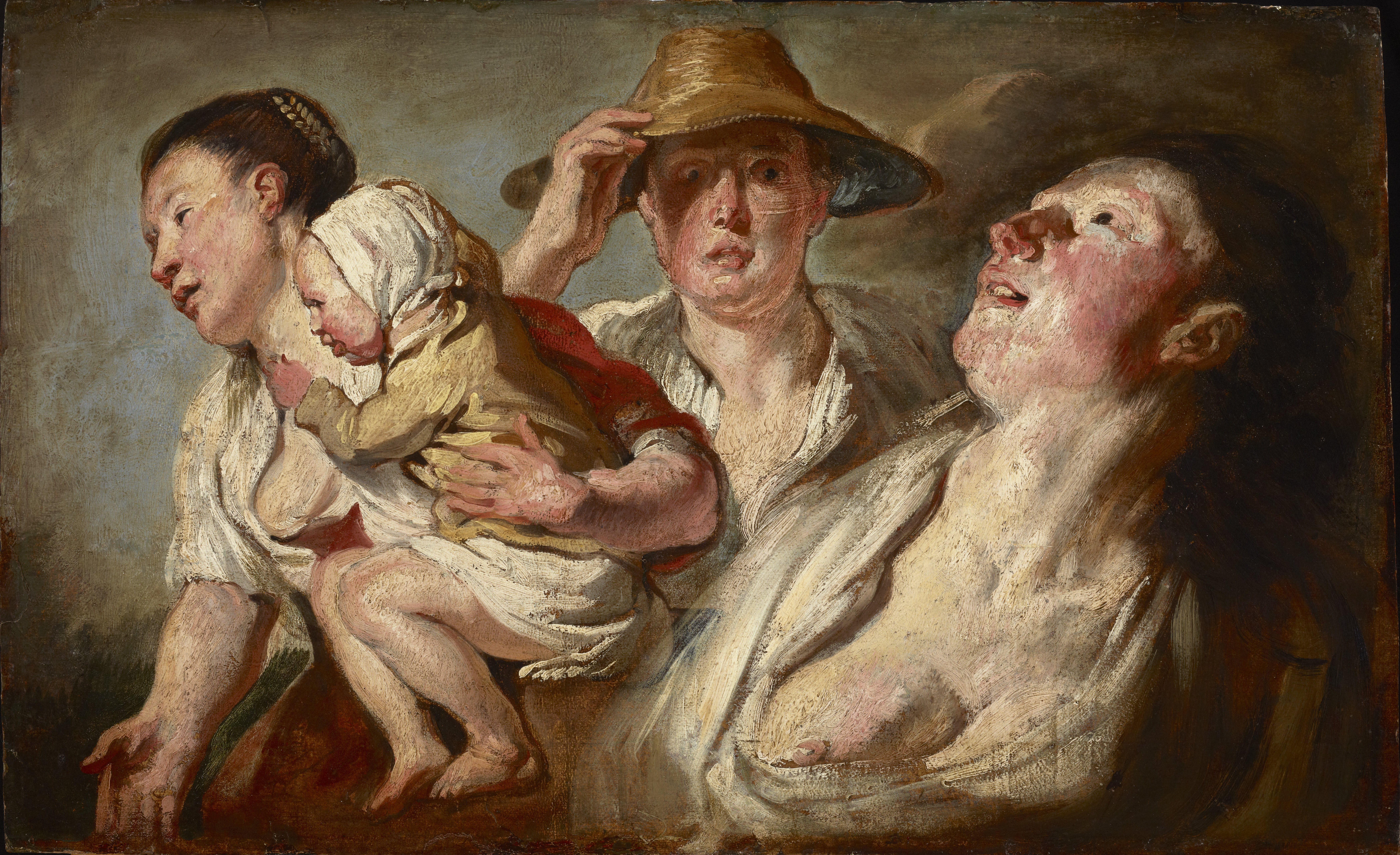
Drie vrouwenhoofden, allegorie van de zomer, 1623, Brukenthal National Museum

In de loop van de negentiende eeuw, na de onafhankelijkheid van België in 1830, steeg vanuit het opkomende nationalisme de belangstelling van Jordaens als volksschilder. Met name zijn genrestukken speelden hierbij een prominente rol. De ideeën van de filosoof Hippolyte Taine (1828 - 1893) dat kunst een uiting is van ras, milieu en moment, sloten aan bij het beeld dat Jacob Jordaens de Vlaamse schilder was die door het verbeelden van situaties uit het gewone leven van de zuidelijke Nederlanden in de zeventiende eeuw, een bijdrage had gegeven aan de Belgische identiteit. Deze bewondering voor Jordaens leidde onder meer tot het oprichten van een gedenkteken voor Jacob Jordaens (ontwerp Jef Lambeaux, 1877) op de plaats van het  verdwenen protestantse kerkje en de begraafplaats in Putte. In het voetstuk zijn de gereconstrueerde grafplaten van Jordaens en twee anderen (de schilder Adriaen van Stalbemt en Guilliam de Pape) verwerkt.

## Werk
Jordaens was een veelzijdig kunstenaar. Hij beoefende tal van genres en tijdens zijn leven heeft hij zeer uiteenlopende opdrachten uitgevoerd. Gedurende zijn leven evolueerde zijn stijl sterk. Vanaf het begin van zijn loopbaan wordt zijn stijl sterk beïnvloed door Rubens. De invloed zal altijd zichtbaar blijven. Alle Vlaamse schilders staan in Rubens' schaduw: zij ondergaan zijn invloed, hun succes wordt door zijn roem benadeeld. Tot 1618 is invloed van het maniërisme zichtbaar in zijn werk. Daarnaast kwam hij in aanraking met het caravaggisme en het werk van Abraham Janssens wiens werk "Scaldis et Antverpia" te zien was in het Antwerpse stadhuis. Monumentale decoratieve figuren op de voorgrond kenmerken zijn werk. Werken uit de periode tot 1618: 
- Zelfportret met ouders, broers en zussen

Na eerst onder invloed van de werken van Rubens te werken, ontwikkelde hij tussen 1619 en 1627 een eigen stijl. Deze is gekenmerkt door monumentaal realisme, een weldoordachte, beheerste opbouw van de compositie, en een prachtig kleurenspel. Werken uit deze periode zijn:
- Allegorie van de Vruchtbaarheid
- De vier evangelisten
- Het familieportret
- Drie vrouwenhoofden, allegorie van de zomer

De late stijl van Jordaens, vanaf 1628, was sterk door Veronese en Federico Barocci beïnvloed. Jordaens heeft een voorkeur voor meer volkse uitbundigheid, Driekoningenfeesten. In deze periode ontstaan de meeste genrestukken. De figuren zijn grover getekend en de even schitterende kleureffecten bereikt hij met iets zwaardere kleurtonen dan Rubens. Werken uit deze periode:

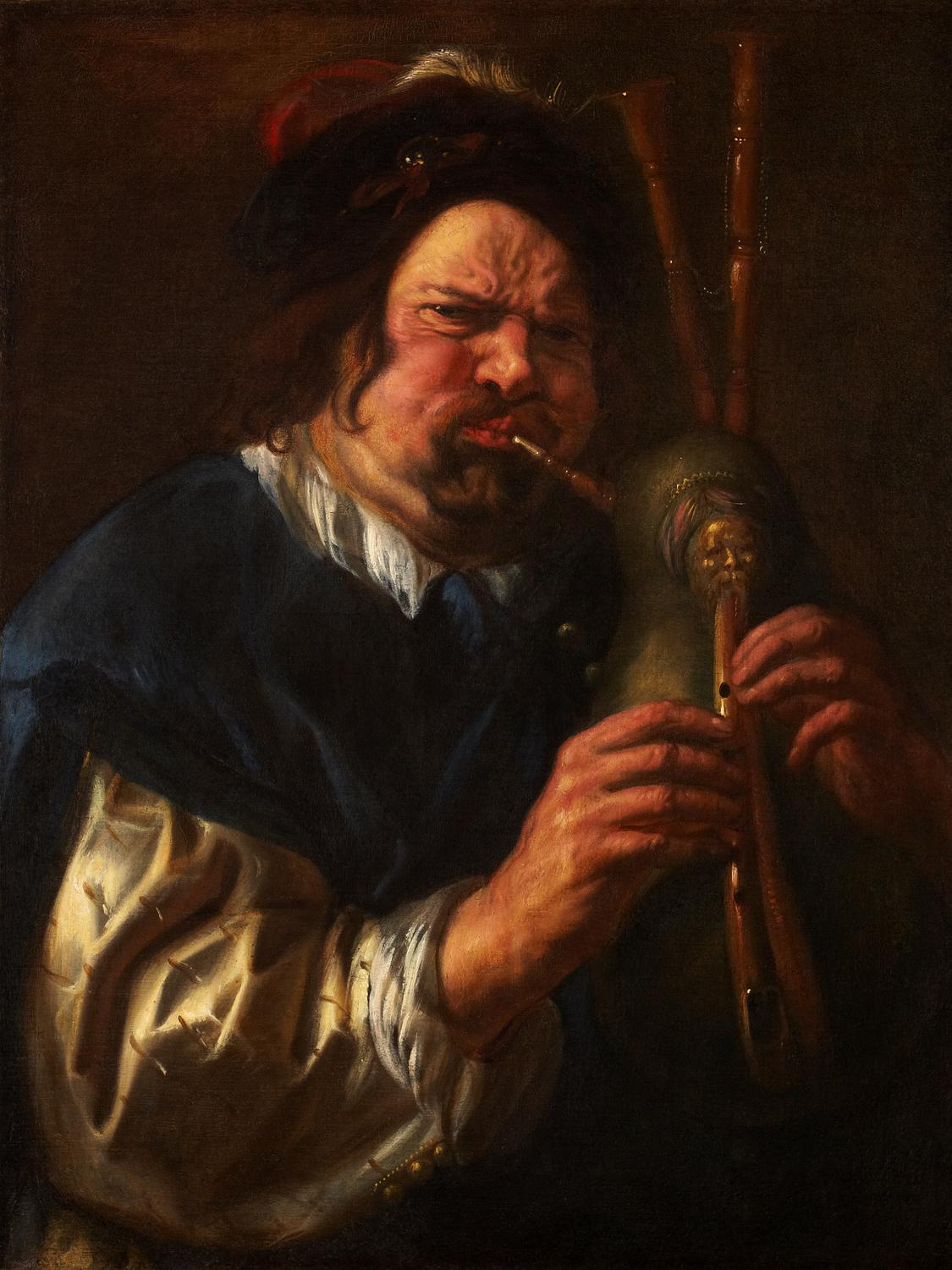
Zelfportret als doedelzakspeler, ca. 1645, Rubenshuis, Antwerpen

- De marteldood van de H. Apollonia (1628), altaarstuk gemaakt voor de Augustijnen uit Antwerpen
- In de periode 1630 tot 1670 maakte Jordaens ontwerpen voor zeven series wandtapijten.
- Jordeans maakte in de periode 1635 tot 1645 verschillende schilderijen getiteld De koning drinkt waaronder:
  - De koning drinkt (1635)
  - De koning drinkt (1638-1640)
  - De koning drinkt (1640)
  - De koning drinkt (1640-1645)

Andere werken uit die periode:
- Soo d'ouden songen
- De ontvoering van Europa (Jordaens)
- De doedelzakspeler
- De verloren zoon, c. 1640

Vanaf 1641, na de dood van Peter Paul Rubens en Antoon van Dyck, neemt de kwaliteit van zijn werk af. De figuren worden minder monumentaal en de nadruk komt meer te liggen op de achtergrond. De kleuren worden eentoniger, met een nadruk op aardkleuren. Regelmatig drukbevolkte composities. Werken uit deze periode:
- Triomf van Prins Frederik Hendrik, in de Oranjezaal van huis ten Bosch in Den Haag
- Zelfportret

## Teruggave Roofkunst
In 2025 werd het werk De terugkeer van de Heilige Familie van de vlucht naar Egypte van Jordaens dat in de Tweede Wereldoorlog geroofd was uit de collectie van Joseph Scheppers de Bergstein teruggegeven aan de erfgenamen van Scheppers de Bergstein.